# Lena Katina
Elena Serguéievna Katina (Елена Сергеевна Катина, Moscou, 4 d'octubre de 1984), coneguda com a Lena Katina, és una cantant de pop-rock, actriu i música russa. És coneguda per haver integrat, amb Julia Volkova, el grup de pop rock rus t.A.T.u., però des de 2010 fa carrera sola.

## Biografia
Va néixer el 4 d'octubre de 1984 a Moscou. És la més gran de tres filles. El seu pare, Sergei Katine, és un músic famós a Rússia i la seva mare, Inessa, és venedora.
De petita, va mostrar molts interessos, sobretot en el patinatge artístic i la gimnàstica, però va ser amb el cant que va imaginar un futur. El 1994, per tant, es va unir al cor de nens Avenue, que va deixar tres anys més tard el 1997, per anar a Neposedi (els turbulents), molt famosa a Rússia. Aquest darrer és el cor on va conèixer qui serà la seva companya un temps després, Julia Volkova. Elena va deixar Neposedi el 1999.
Aquell mateix any, va fer una audició per a la formació d'un duo musical de dues noies que volia crear Ivan Xapovalov, psicòleg i ex-productor de televisió que (inicialment) no sabia res de música. Lena Katina és la primera escollida. Així, va gravar algunes demostracions com Iugoslàvia, un homenatge als supervivents de la guerra a Iugoslàvia, i Belochka, una cançó sobre la dificultat d'escollir l'orientació sexual durant l'adolescència. Julia Volkova s'afegeix posteriorment al duo que serà batejat t.A.T.u..
Lena va estudiar del 1991 al 2001 a l'escola primària de Moscou i a l'escola secundària número 457. Des del 2001, va estudiar psicologia a la Universitat Estatal de Moscou i va obtenir el Màster el 2006.
El 2003, t.A.T.u. representa Rússia al Festival d'Eurovisió a Letònia. El duo va pujar al 3 lloc, darrere de Turquia i Bèlgica.
A començaments de 2011, el duo decideix de separar-se oficialment, mentre Lena prepara la seva carrera sola des de 2009.
El 3 d'agost de 2013, Lena es casa amb el cantant i compositor d'origen eslovè Sasha Kuzmanović anomenat Sash Kuzma o Sasha Kuzmanovich en rus, que havia conegut per primera vegada l'any 2003 en els MTV Movie Awards. El 22 de maig de 2015, té un petit, Aleksandr en honor del seu pare; Sasha és el diminutiu rus d'Alexandre.

## Carrera sola
La seva carrera sola es va confirmar oficialment en el lloc oficial del grup. Va començar d'altra banda a mitjans del 2009 a treballar amb els músics de t.A.T.u. a Los Angeles. Dona així el primer espectacle solo al maig de 2010 al Trobador de Los Angeles. Alguns títols com IRS, Stay, Just a Day o Lost In This Dance van tenir bona acollida. Fa a continuació l'obertura de la Pridefest de Milwaukee el 12 de juny del mateix any. El mateix dia, publica al seu lloc web un remix gratuït del títol Lost In This Dance.
Malgrat la sortida del guitarrista Troy MacCubbin (integrat al grup l'any 2002), el projecte segueix amb l'enregistrament de l'àlbum del qual un extret del primer mos finalitzat, Stay, ha estat difós a final de 2010 a Cherrytree Radio, emissora de ràdio americana que es concentra en els nous artistes amb del potencial.

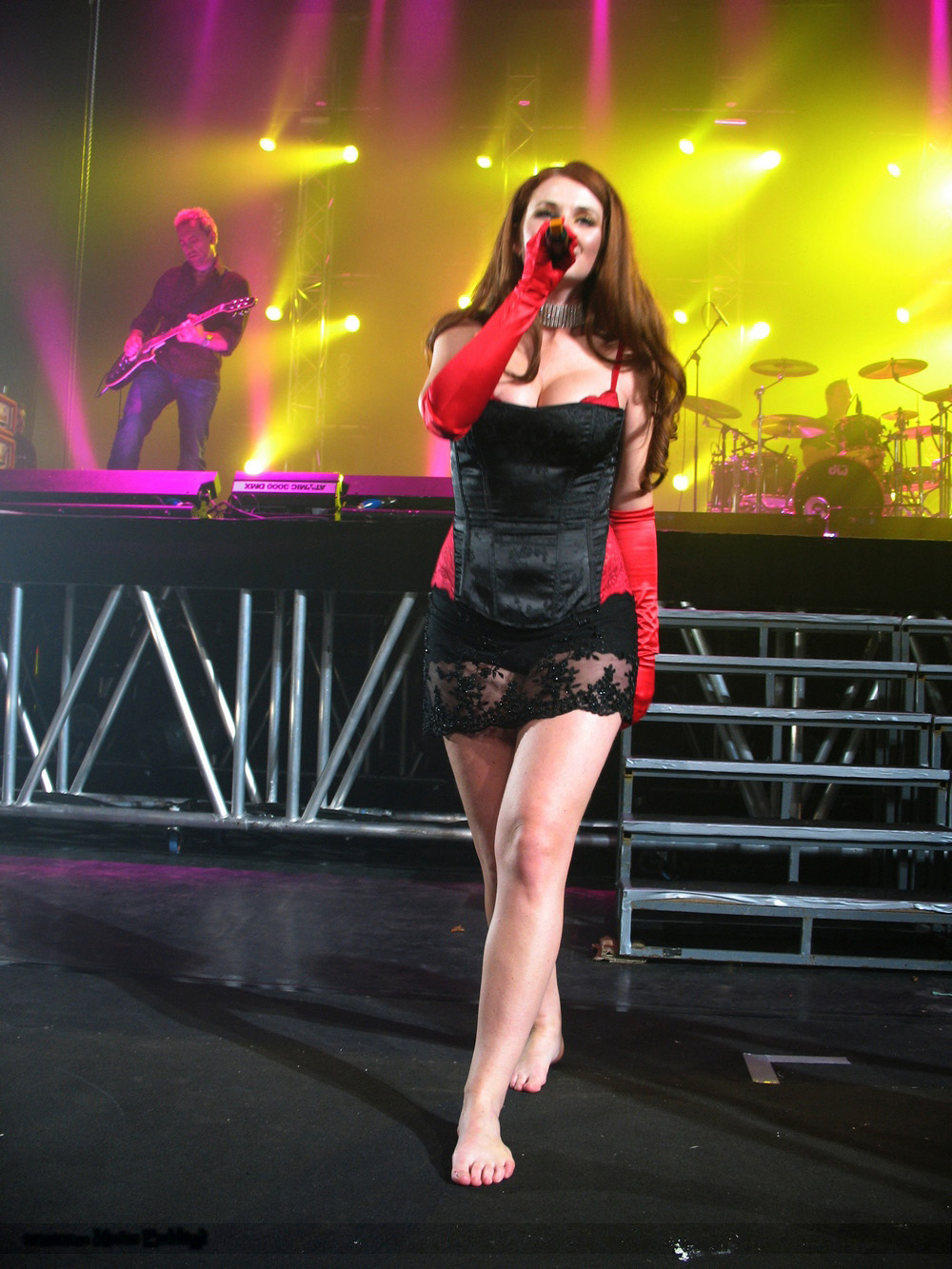
Lena Katina en un concert a Moscow, 2008.

A finals de 2010, grava un episodi de l'emissió de la tele russa Mama vull ser una estrella i hi presenta Mulholland Drive. Cantat en rus per a l'ocasió, el títol és una picada d'ull al film homònim de David Lynch, les paraules fan referència a una dona que s'afanya a matar el seu marit.
La cantant australiana Vassy ha declarat a Twitter haver escrit una cançó per a Lena, Wish on a Star.
El 17 de juny de 2011 es difon el seu primer single, Never Forget, per l'emissora de ràdio FMTU 103-7 a Monterrey (Mèxic). Aquest títol, que ha coescrit, és dedicat al seu ex-aliat de t.A.T.u. Després d'una filtració a Internet, el clip es difon per primera vegada en el bloc de Perez Hilton el 3 d'agost de 2011.
D'altra banda ha fet un duo amb el grup mexicà Belanova sobre una recuperació del seu títol Tic-Toc i ha gravat igualment algunes cançons amb els seus músics a la Raw Session (xou on cantants i músics juguen amb l'acústica), Deer in the Headlight de Owl City, Mr. Saxobeat d'Alexandra Stan així com el títol Never Forget.
Sven Martin, músic de Lena (i antigament de t.A.T.u.) anuncia que la cançó So Not Cool, presentada en els precedents concerts, és rebatejada The Beast.
El clip de la recuperació de Tic-Toc del grup Belanova (en duo amb Lena) és desvetllat el 29 de setembre de 2011 a internet.
En una entrevista per a la revista Billboard, Lena revela el títol d'una nova cançó, This is Who I Am, dedicada al seu company.
El 13 de desembre de 2011, ella i els seus músics participen en un concert virtual organitzat pel grup FanKix. A més d'algunes músiques ja presentades abans, canta Keep on Breathing, cançó dedicada a les víctimes del sisme al Japó. Descarregable a iTunes, els beneficis de les vendes són enviats a Ashinaga, organització d'ajuda als orfes del desastre. Tanmateix, Lena no ha precisat si el títol serà inclòs a l'àlbum.
El 3 d'abril de 2012, un tros de la cançó Melody en duo amb Clark Owen es revela en el lloc "tatunews.net". El 25 d'abril, la cançó pot ser integralment descarregada legalment a iTunes. El 5 de maig, el clip de Melody és disponible a Youtube.
Al setembre de 2012, el raper T-Killah presenta el títol Shot, incloent el treball de Lena. Així mateix per al títol Paradise de Sergio Galoyan.

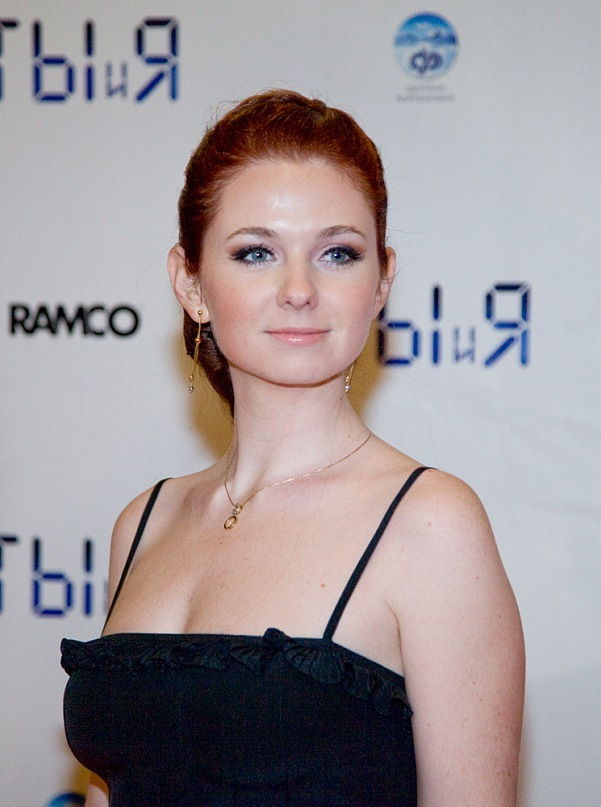
Lena Katina a la pel·lícula You and I

El 3 de desembre de 2012, Lena anuncia oficialment via comunicat de premsa que se separa de Boris Renski, el seu productor executiu, i arrenca així una carrera com a artista realment independent.
Ya Budu Riadom, la versió russa de Shot, es dona a conèixer a començaments de 2013. El 14 d'abril de 2013, Lena dona un concert virtual a la plataforma Stage-It, i hi descobreix, a més de No Voy a Olvidarte (la versió espanyol de Never Forget), dos títols inèdits, Walking In The Sun i Lift Me Up.
Mentre que la versió anglesa de Shot apareix el juny de 2013, el 9 de juliol, Lena descobreix la versió completa de Just a Day després dels comentaris positius dels fans després del tros de la cançó presentada alguns dies abans.
El 24 de setembre de 2013 de setembre de 2013 apareix el Meu nou single Lift me Up que marca el començament de la promoció del seu àlbum solo.
El 5 i 6 d'octubre de 2013, Lena actua per primera vegada a Europa amb els seus músics. Donen així dos concerts a Colònia a Alemanya de la qual el primer és gravat. L'àlbum live que es titula European Fan Weekend 2013 Live surt el 17 de març de 2014 als llocs de descàrrega legal.
El 2 de setembre de 2014, Lena anuncia l'aparició per al 18 de novembre del seu primer àlbum titulat This Is Who I Am, aquest últim serà precedit d'un nou single, la cançó Who I Am que surt als llocs de descàrrega legal el 7 d'octubre en els llocs de descàrrega legal el 7 d'octubre.
A començaments de novembre, Lena arrenca la promoció de l'àlbum a Itàlia. En algunes entrevistes (SuperMax Show a Rai Radio 2, I Like TV), anuncia un duo amb la cantant italiana Naomie Smorra, amb el títol Golden Leaves. El rodatge del clip va tenir lloc a Itàlia. D'altra banda, anuncia el títol An invitation com el segon single oficial per a la sortida de l'àlbum.
El 14 de novembre, en el concert de llançament per a la sortida de l'àlbum, Lena anuncia el seu embaràs.

## Suport a la comunitat LGBT
En detriment de l'anunci de la seva heterosexualitat a l'època de t.A.T.u, Lena continua malgrat tot donant suport a la comunitat LGBT. Participa sobretot a la Pride de Moscou l'any 2007, i és al capdavant de cartell del Queerfest (festival de suport a la comunitat LGBT) l'any 2012, sent una de les «personalitats russes més destacades a donar-hi suport» segons els organitzadors.

L'any 2012 i després l'any 2013, lamenta en entrevistes, la llei «anti-gai» adoptada pel president rus Vladímir Putin:
| « | No fa gaire, el govern va crear una nova llei on no es pot demostrar que s'és gai en públic, cosa estranya: molta gent del govern amb alts càrrecs és gai. Per què la gent no pot ser lliure? | » |

Després de la polèmica homòfoba desencadenada per Iúlia Vólkova, la seva antiga sòcia de t.A.T.u, Lena va reaccionar a la seva pàgina Facebook i sobre la del grup declarant:
| « | He vist alguns comentaris recentment sobre la meva opinió sobre les persones LGBT i la meva religió. Puc dir una cosa: Déu ens ensenya a viure enamorats, a ser tolerants i a no jutjar els altres! I ho faig! L'amor és amor i és una sensació meravellosa! Crec que tothom hauria de ser lliure d'estimar a qui estima i de ser amb qui vol passar la seva vida.! | » |

Declara igualment:
| « | .... va ajudar a la gent a sortir de l'armari i acceptar-se pel que són. No volien sentir-se sols. Ser gai no és una malaltia, és una forma de vida diferent. No podem triar a qui estimem. L'amor és l'amor | » |

## Discografia

### Àlbums

#### Àlbums studio
- 2014: This Is Who I Am
- 2016 : Esta Soy Yo (versió espanyola de This Is Who I Am)
- 2019: Моно

#### Àlbum live
- 2014: European Fan Weekend 2013 Live

#### EP's
- 2011: RAWsession – 07.14.11"
- 2012: Never Forget (Remixes) (featuring THEE PAUS3)

### Singles

#### Solo
- 2011: "Never Forget"
- 2013: "Lift Me Up"
- 2014: "Who I Am"
- 2015: "An Invitation"
- 2016 : "Levantame" (versió espanyola de "Lift Me Up")
- 2017: "Silent Hills"
- 2018: "После нас (After Us)"
- 2018: "Косы (Kosy)"
- 2018: "Макдоналдс (McDonald's)"
- 2018: "Куришь (Kurish)"
- 2019 : "Никогда (Nikogda)".
- 2020 : "Вирус (Virus)".
- 2020 : "Убей меня нежно (Ubei Menya Nezhno)".
- 2020 : Cry Baby.

#### Featuring
- 2011: "Tic-Toc" (amb Belanova)
- 2013: "Я Буду Рядом - Shot (amb T-killah)"
- 2014 ''Century'' (feat. Kiro i Denis Kurus)
- 2017: "Here I Go Again (amb Daddy Mercury)"

#### Singles promocionals
- 2010: "Lost In This Dance" (Pridefest Mix)
- 2011: "Keep On Breathing"
- 2013: "Just A Day"
- 2013: "World (Demo)"
- 2013: "No Voy Olvidarte" (MZ Remix)
- 2014: "Fed Up"

## Vídeos
- 2017: DVD "Live In Roma 2014"